# Louis Verhelst
Pour les articles homonymes, voir Verhelst.
Louis Verhelst, né le 28 août 1990 à Menin, est un coureur cycliste belge.

## Biographie

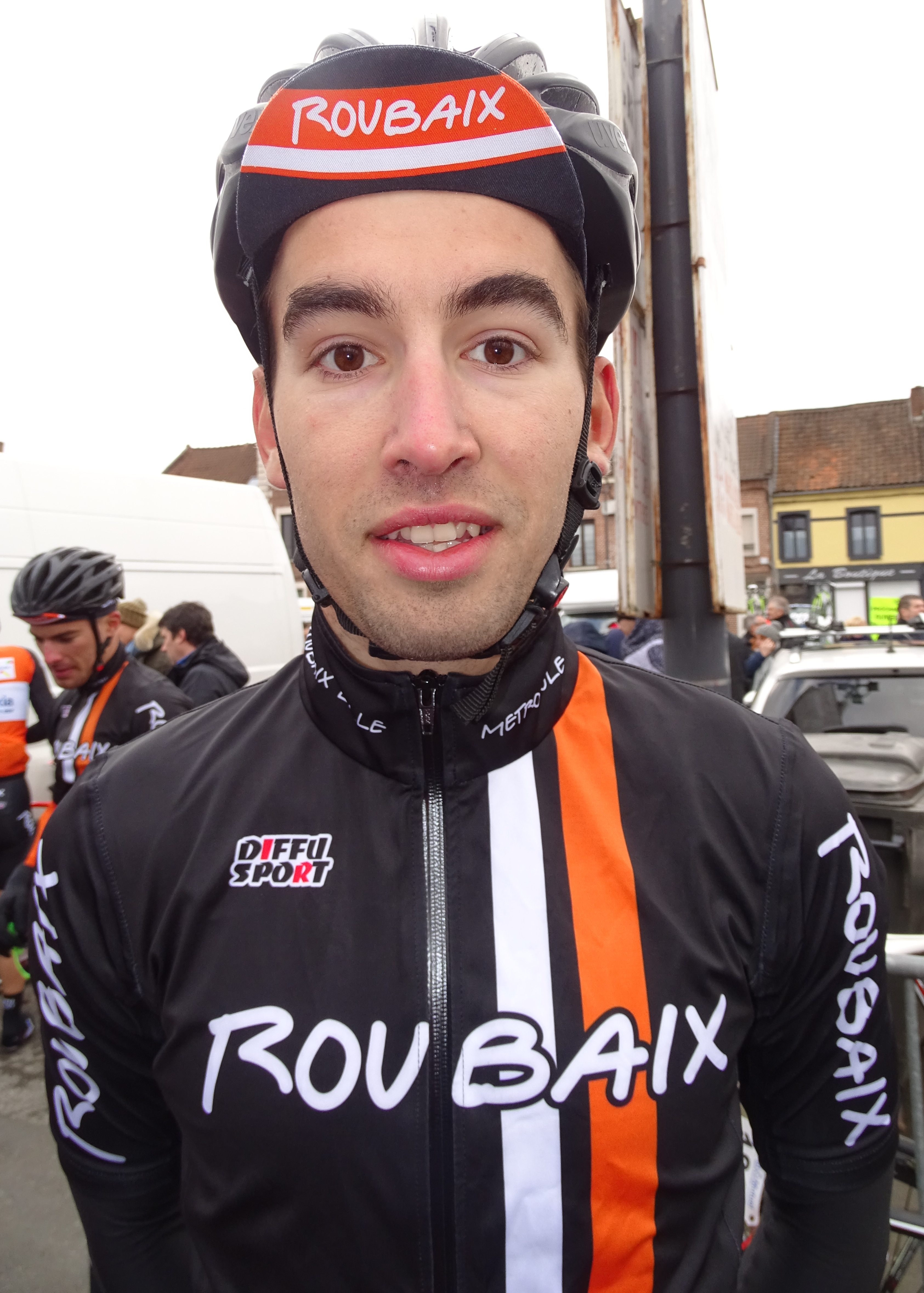
Louis Verhelst lors du départ du Grand Prix de Lillers-Souvenir Bruno Comini 2016.

Louis Verhelst porte en 2013 les couleurs de la formation Etixx-iHNed, réserve d'Omega Pharma-Quick Step, aux côtés notamment de Florian Sénéchal ou encore Julian Alaphilippe. Il remporte au cours de cette première année chez les professionnels une étape sur la Boucle de l'Artois, une autre sur le Circuit des Ardennes international et une sur le Tour de Bretagne ce qui lui vaut d'être recruté par la formation française Cofidis pour la saison suivante.
Sa saison 2014 est perturbée par plusieurs blessures qui l'empêchent de réaliser une année correcte. En 2015, sa saison est également perturbée par une blessure : une déchirure à un quadriceps après une chute lors du Grand Prix de l'Escaut qui l'amène à renoncer à la compétition pour plusieurs semaines et donc à manquer Paris-Roubaix quelques jours plus tard,. De retour en juin, il obtient une septième place lors de la quatrième étape de la Route du Sud. En octobre, il obtient deux podiums d'étapes de l'Eurométropole Tour.
Au terme de cette saison, Verhelst change d'équipe. À la fin de septembre 2015, la signature d'un contrat avec l'équipe continentale Roubaix Métropole européenne de Lille est annoncée,.

## Palmarès et résultats

### Palmarès par année
- 2008
  - Grand Prix Bati-Metallo
  - 2e du Grand Prix André Noyelle
  - 2e du championnat de Flandre-Occidentale sur route juniors
  - 3e du Trophée des Flandres
- 2012
  - 1re étape de l'Essor breton
  - 3e étape du Tour d'Eure-et-Loir
  - 4e étape des Trois Jours de Cherbourg
  - Mémorial Danny Jonckheere
  - Liedekerkse Pijl
  - 3e de l'Omloop van de Grensstreek
  - 3e de l'Essor breton
- 2013
  - 1re étape de la Boucle de l'Artois
  - 1re étape du Circuit des Ardennes international
  - 1re étape du Tour de Bretagne
- 2017
  - 4e, 5e et 6e étapes du Tour de Côte d'Ivoire
  - Grand Prix international d'Abidjan
  - 2e du Tour de Côte d'Ivoire

### Classements mondiaux
| Année           | 2011 | 2012 | 2013 | 2014 | 2015 | 2016   | 2017 |
| --------------- | ---- | ---- | ---- | ---- | ---- | ------ | ---- |
| UCI Africa Tour |      |      |      | 188e |      |        | 43e  |
| UCI Europe Tour | 912e | 701e | 175e | 303e | 761e | 1 282e |      |